# Giovanni Spadavecchia
Giovanni Spadavecchia (Fiume, ... – ...; fl. XX secolo) è stato un calciatore italiano, di ruolo attaccante.

## Caratteristiche tecniche
Giocava come centravanti.

## Carriera
Nella stagione 1926-1927 ha giocato la prima partita disputata dalla Fiumana nella sua storia.
Nella stagione 1928-1929 ha giocato in Divisione Nazionale con la Fiumana; esordisce in massima serie il 7 ottobre 1928 in Genoa-Fiumana 4-2, segnando anche il primo gol della sua squadra. La domenica successiva va a segno per la seconda volta, contro la Biellese, e complessivamente nell'arco della stagione totalizza 18 presenze e 4 reti. Rimane alla Fiumana anche l'anno seguente, in Serie B, campionato in cui gioca 15 partite segna 6 reti risultando così il miglior marcatore stagionale della sua squadra.